# Prêmio Multishow de Música Brasileira para Categoria Brasil
Prêmio Multishow de Música Brasileira para Categoria Brasil é um prêmio dado anualmente no Prêmio Multishow de Música Brasileira, uma cerimônia que foi estabelecida em 1994 e originalmente chamada de Prêmio TVZ.
A Categoria Brasil foi introduzida no 2023, com o objetivo de destacar artistas regionais que ainda não possuem visibilidade nacional. Os finalistas são indicados pela Academia do Prêmio Multishow, que vota em artistas representando os 27 estados brasileiros.

## História
A Categoria Brasil foi criada em 2023 com o propósito de dar visibilidade a artistas regionais que ainda não alcançaram reconhecimento nacional. Ao reunir representantes das 27 unidades federativas do Brasil, a categoria trouxe uma nova dinâmica ao Prêmio Multishow, focando na diversidade cultural e na riqueza musical presente em todo o país.
Desde sua estreia, a Academia do Prêmio Multishow tem um papel na indicação dos finalistas, selecionando artistas que estão se destacando localmente em cada estado. Na fase inicial de 2023, as músicas mais citadas em cada estado avançaram para a fase de votação popular, dando ao público a oportunidade de apoiar talentos regionais.
Em 2024, o formato foi consolidado, com a nomeação de um representante para cada um das 5 regiões do Brasil.

## Vencedores e indicados
| Ano  | Vencedor(a)                           | Finalistas | Indicados | Ref.   |
| ---- | ------------------------------------- | --- | --- | ------ |
| 2023 | Isa Buzzi – "Direitos Autorais" (Sul) | - Joyce Alane (com João Gomes) – "Idiota Raiz" (Nordeste) - Banda Rock Beats – "Eu Só Quero Ficar Só" (Centro-Oeste) - Pedro Libe (com Hugo & Guilherme) – "O Copo Não Mente" (Norte) - Os Garotin – "Zero a Cem" (Sudeste) | Centro-Oeste - Kamisa 10 – "Lance Livre" (Goiás) - Karola Nunes – "Botânica" (Mato Grosso) - SoulRa (com Theo TWK) – "Trapnojo" (Mato Grosso do Sul) Nordeste - Bruno Berle – "Quero Dizer" (Alagoas) - Josyara (com Juliana Linhares) – "Não Tem Lua" (Bahia) - Mateus Fazeno Rock (com Mumutante) – "Pode Ser Easy" (Ceará) - Luna Falcão – "Silêncio" (Maranhão) - Bixarte (com Urias) – "Pitbull Sem Coleira" (Paraíba) - Getúlio Abelha – "Voguebike" (Piauí) - Tanda Macêdo – "Nossa Rotina" (Rio Grande do Norte) - Tori (com Bruno Berle) – "Descesse" (Sergipe) Norte - Brunno Damasceno – "Consciência de Classe" (Acre) - Ariel Moura – "Língua Intrusa" (Amapá) - Karen Francis – "Cardume" (Amazonas) - Luê – "Preamar" (Pará) - Gabriê – "Magia Leonina" (Rondônia) - Marília Tavares – "Me Dói Imaginar" (Roraima) Sudeste - Dudu (com MC Menor e Kailê) – "Mensagem" (Espírito Santo) - Rayane & Rafaela (com Henrique & Juliano) – "Ali Te Ama" (Minas Gerais) - Kaique & Felipe (com Luan Santana) – "Minha Pessoa" (São Paulo) Sul - Vicka – "Romântica Demais" (Paraná) - Cristal – "Kawo" (Rio Grande do Sul) | [ 9 ]  |
| 2024 | Viviane Batidão (Norte)               | - Sued Nunes (Nordeste) - Thauane (Centro-Oeste) - Vitor Limma (Sul) - Yan (Sudeste) | - Sued Nunes (Nordeste) - Thauane (Centro-Oeste) - Vitor Limma (Sul) - Yan (Sudeste) | [ 10 ] |